# Пак Чхан Хи
Пак Чхан Хи (кор. 박찬희; 23 марта 1957, Пусан) — корейский боксёр минимальной весовой категории, выступал за сборную Южной Кореи в середине 1970-х годов. Чемпион Азиатских игр, участник летних Олимпийских игр в Монреале, победитель многих международных турниров и национальных первенств. В период 1977—1982 боксировал в наилегчайшем весе на профессиональном уровне, владел титулом чемпиона мира по версии ВБС, защитив его пять раз.

## Биография
Пак Чхан Хи родился 23 марта 1957 года в городе Пусан, регион Йоннам. Первого серьёзного успеха на ринге добился в возрасте семнадцати лет, когда завоевал золотую медаль на Азиатских играх в Тегеране, победив всех своих соперников в минимальной весовой категории. В 1976 году благодаря череде удачных выступлений удостоился права защищать честь страны на летних Олимпийских играх в Монреале — сумел дойти здесь до стадии четвертьфиналов, проиграв со счётом 2:3 кубинцу Хорхе Эрнандесу. Вскоре после этих соревнований решил попробовать себя среди профессионалов и покинул сборную Южной Кореи.
В июле 1977 года Пак дебютировал на профессиональном ринге, победил оппонента в первом же матче техническим нокаутом. В течение двух последующих лет провёл множество удачных поединков, почти все они завершились победой (лишь в одном случае была зафиксирована ничья). В 1979 году кореец получил возможность побороться за титул чемпиона мира в наилегчайшем весе по версии Всемирного боксёрского совета (ВБС). Поединок против многолетнего действующего чемпиона из Мексики Мигеля Канто продлился все пятнадцать раундов, и в итоге судьи единогласным решением отдали победу претенденту. Также в результате этого боя Пак стал чемпионом мира по версии авторитетного боксёрского журнала «Ринг», журнал, помимо всего прочего, назвал его победителем в своей номинации «Открытие года».
Впоследствии Пак защитил выигранные титулы пять раз, в том числе победил техническим нокаутом мексиканца Гути Эспадаса, будущего чемпиона Всемирной боксёрской ассоциации (ВБА). Первое поражение в профессиональной карьере кореец потерпел в мае 1980 года — в девятом раунде был нокаутирован японцем Сёдзи Огумой и лишился всех чемпионских поясов. В том же году состоялись два матча-реванша, но из всех противостояний Огума неизменно выходил победителем. Пак продолжал выходить на ринг ещё два года, но уже не показывал сколько-нибудь значимых результатов, а в декабре 1982 года после очередного проигрыша принял решение завершить карьеру. Всего в профессиональном боксе провёл 23 боя, из них 17 окончил победой (в том числе 6 досрочно), четыре раза проиграл, в двух случаях была ничья.